# デレイフカ遺跡
座標: 北緯48度54分53秒 東経33度46分52秒 / 北緯48.91472度 東経33.78111度
デレイフカ遺跡 (デレイフカいせき、Деріївка、Dereivka) は、ウクライナの遺跡である。黒海北岸、ドニエプル川西岸に位置する。銅器時代・スリェドニィストーク文化の遺跡。年代は紀元前4000年頃と推定される。
一帯は森林に近い草原地帯で、狩猟・漁労を行いつつ、農耕や牧畜も開始した遺跡と評されている。

## 馬の家畜化をめぐる資料
デレイフカ遺跡は1960年代から発掘調査が実施され、多数の動物遺体が出土した。出土した動物遺体の52パーセントは馬で、年代は紀元前4000年もしくは紀元前8世紀以降のスキタイ期に推定され、家畜化をめぐり議論が存在する。馬遺体は7歳から8歳馬が多数を占めており、この馬遺体は狩猟獣であったと考えられている。
馬の家畜化、および騎馬文化の起源については議論が存在する。ロシアのフバリンスク遺跡からは紀元前4500年頃の馬遺体が多数出土しているほか、カザフスタンのボタイ遺跡からは紀元前3500年頃の馬遺体が多数出土している。ボタイ遺跡の馬遺体は後述のデレイフカ遺跡の事例と同様に馬の頭骨埋納とみられる出土事例があり、馬を制御するための馬具である銜（はみ）痕が確認される。さらに出土した土器から馬乳に由来する脂肪酸が検出されていることから家畜化が進行していた可能性が考えられている。
デレイフカ遺跡の馬遺体は集落東部の無住居地域から出土した資料で、ごみ入れと炉跡と考えられている遺構の付近から出土した。遺構は石列を伴い、資料は牡馬の頭骨（頭蓋骨と上顎骨・下顎骨）・四肢骨で、二頭のイヌの頭骨と並んで出土した。遺跡から出土した馬は馬歯の摩耗具合によって年齢を推定する手法が確立されているが、M・レヴァインはこの手法によるデレイフカ遺跡出土の馬の年齢を推定し、5歳以上・8歳未満の馬が50.1パーセントを占め、牡と牝の比率は9：1であるとした。また、野生馬と見られる個体と比較して推定される体高が高い。レヴァインはデレイフカ遺跡の馬は野生馬（狩猟獣）であったとしている。
遺物としてイノシシをかたどった土製品、有孔の骨製品・鹿角製品も出土している。これは形状から後代に出現する馬を制御するためのハミ留め具である可能性が指摘されている。ハミ留め具はハミを馬の頬の両側で留め手綱に繋ぐための馬具で、日本では「鏡板（かがみいた）」と称されている。
発掘調査に携わったウクライナの考古学者であるD・テレーギンはこれらの遺構・遺物は馬の頭骨埋納を主体とする祭祀に関するものとした。さらにテレーギンは家畜化痕跡の見られる馬頭骨は集落の族長が騎乗した馬で、騎馬風習や頭骨の埋納祭祀はインド・ヨーロッパ語族の間に広まったとした。なお、1970年代にはソ連（ロシア）の考古学者であるE・クジミナにより同様の仮説が提唱されている。
一方、1950年代から1960年代にヨーロッパ先史考古学者のマリヤ・ギンブタスはインド・ヨーロッパ語族の騎馬戦士集団は草原からヨーロッパ各地へ波状的に侵攻し、その族長たちが築いたのが東欧から南ロシアに残るクルガンと呼ばれる墳墓であるとする仮説を唱えていた。ギンブタスはその年代を当初は前二千年記紀（前2000年から前1001年）、後に前2400年から前2200年としていたが、デレイフカ遺跡における発見を受けて、これを前4000年以前に遡らせた。
また、アメリカの人類学者であるD・アンソニーは出土した馬頭骨の下顎第二前臼歯にはハミ痕の可能性がある摩耗が確認されることを指摘した。
アンソニーは銅製のハミが用いられたとしていたが、前4000年に銅製品が用いられた点に関しては反論があり、アンソニーは縄や皮革、骨などの材質のハミを実際に馬に装着して摩耗痕の有無を確認する実験考古学的手法を用いて、これらの製品を用いてもハミ痕が残ることを指摘した。
ただし、その後のキエフ・オックスフォードの研究所において実施された放射性炭素年代測定による年代測定により、デレイフカ遺跡の馬遺体は紀元前8世紀以降のスキタイ期のものであることが指摘され、馬の家畜化を巡る資料にはならないと指摘されている。